# Gora Opornaja
Gora Opornaja är ett berg i Antarktis. Det ligger i Östantarktis. Australien gör anspråk på området. Toppen på Gora Opornaja är 504 meter över havet.
Terrängen runt Gora Opornaja är kuperad österut, men västerut är den platt. Terrängen runt Gora Opornaja sluttar brant västerut.  Trakten är obefolkad. Det finns inga samhällen i närheten.